# Campeonato Mundial de Natação em Piscina Curta de 2016 - 200 m medley feminino
A prova dos 200 metros nado medley feminino do Campeonato Mundial de Natação em Piscina Curta de 2016 foi disputado no dia 10 de dezembro no Centro WFCU em Windsor, Canadá.

## Recordes
Antes desta competição, os recordes mundiais e do campeonato nesta prova eram os seguintes:
|                       | Nome           | Nacionalidade | Tempo   | Local | Data                  |
| --------------------- | -------------- | ------------- | ------- | ----- | --------------------- |
| Recorde mundial       | Katinka Hosszú | Hungria       | 2:01.86 | Doha  | 6 de dezembro de 2014 |
| Recorde do campeonato | Katinka Hosszú | Hungria       | 2:01.86 | Doha  | 6 de dezembro de 2014 |

## Medalhistas
| Ouro                 | Prata             | Bronze            |
| Katinka Hosszú (HUN) | Ella Eastin (USA) | Madisyn Cox (USA) |

## Resultados

### Eliminatórias
As eliminatórias ocorreram dia 10 de dezembro com um total de 46 nadadoras.  
| Colocação | Bateria | Raia | Nome                   | Nacionalidade          | Tempo     | Notas |
| --------- | ------- | ---- | ---------------------- | ---------------------- | --------- | ----- |
| 1.        | 5       | 4    | Katinka Hosszú         | Hungria                | 2:05,33   | Q     |
| 2.        | 5       | 3    | Madisyn Cox            | Estados Unidos         | 2:06,72   | Q     |
| 3.        | 4       | 5    | Ella Eastin            | Estados Unidos         | 2:07,65   | Q     |
| 4.        | 4       | 4    | Miho Teramura          | Japão                  | 2:08,14   | Q     |
| 5.        | 3       | 5    | Yui Ohashi             | Japão                  | 2:08,24   | Q     |
| 6.        | 5       | 5    | Emily Seebohm          | Austrália              | 2:08,30   | Q     |
| 7.        | 3       | 4    | Zsuzsanna Jakabos      | Hungria                | 2:08,46   | Q     |
| 8.        | 3       | 2    | Sarah Darcel           | Canadá                 | 2:08,84   | Q     |
| 9.        | 4       | 3    | Hannah Miley           | Reino Unido            | 2:09,22   |       |
| 10.       | 1       | 2    | Nguyễn Thị Ánh Viên    | Vietname               | 2:10,69   |       |
| 11.       | 3       | 1    | Maria Ugolkova         | Suíça                  | 2:11,10   |       |
| 12.       | 3       | 3    | Simona Baumrtová       | Chéquia                | 2:11,21   |       |
| 13.       | 4       | 2    | Barbora Závadová       | Chéquia                | 2:11,29   |       |
| 14.       | 3       | 6    | Georgia Coates         | Reino Unido            | 2:11,76   |       |
| 15.       | 5       | 1    | Ana Radić              | Croácia                | 2:12,14   |       |
| 16.       | 5       | 2    | Fantine Lesaffre       | França                 | 2:12,46   |       |
| 17.       | 4       | 6    | Maxine Wolters         | Alemanha               | 2:12,50   |       |
| 18.       | 4       | 8    | Marrit Steenbergen     | Países Baixos          | 2:12,73   |       |
| 19.       | 4       | 7    | Lena Kreundl           | Áustria                | 2:13,45   |       |
| 20.       | 3       | 7    | Victoria Kaminskaya    | Portugal               | 2:14,48   |       |
| 21.       | 4       | 1    | Phiangkhwan Pawapotako | Tailândia              | 2:14,80   |       |
| 22.       | 1       | 7    | Samantha Yeo           | Singapura              | 2:15,48   |       |
| 23.       | 5       | 8    | Gabi Grobler           | África do Sul          | 2:15,56   |       |
| 24.       | 4       | 0    | Johanna Gustafsdottir  | Islândia               | 2:15,78   |       |
| 25.       | 5       | 0    | Rebecca Kamau          | Quênia                 | 2:16,64   |       |
| 26.       | 3       | 8    | Florencia Perotti      | Argentina              | 2:17,70   |       |
| 27.       | 5       | 9    | Hamida Nefsi           | Argélia                | 2:19,03   |       |
| 28.       | 4       | 9    | Tang Yuting            | China                  | 2:19,47   |       |
| 29.       | 2       | 8    | Helena Moreno          | Costa Rica             | 2:19,96   |       |
| 30.       | 3       | 9    | Christie Chue          | Singapura              | 2:20,67   |       |
| 31.       | 3       | 0    | Sara Nysted            | Ilhas Feroé            | 2:21,23   |       |
| 32.       | 2       | 3    | Celina Marquez         | El Salvador            | 2:21,69   |       |
| 33.       | 2       | 4    | Nicole Rautemberg      | Paraguai               | 2:23,02   |       |
| 34.       | 2       | 1    | Fatima Alkaramova      | Azerbaijão             | 2:23,96   |       |
| 35.       | 2       | 5    | Sofia Lopez            | Paraguai               | 2:24,33   |       |
| 36.       | 2       | 2    | Lauren Hew             | Ilhas Caimã            | 2:26,53   |       |
| 37.       | 2       | 7    | Gabriella Doueihy      | Líbano                 | 2:27,51   |       |
| 38.       | 2       | 9    | Fernanda Archila       | Guatemala              | 2:30,41   |       |
| 39.       | 2       | 0    | Yara Lima              | Angola                 | 2:35,74   |       |
| 40.       | 1       | 4    | Angel de Jesus         | Marianas Setentrionais | 2:50,87   |       |
| 41.       | 1       | 5    | Aishath Sausan         | Maldivas               | 2:57,23   |       |
| 42. !     | 1       | 3    | Kaya Forson            | Gana                   | 9:99,99 ! | DNS   |
| 42. !     | 1       | 6    | Silja Kansakoski       | Finlândia              | 9:99,99 ! | DNS   |
| 42. !     | 2       | 6    | Kaylene Corbett        | África do Sul          | 9:99,99 ! | DNS   |
| 42. !     | 5       | 6    | Mireia Belmonte        | Espanha                | 9:99,99 ! | DNS   |
| 42. !     | 5       | 7    | Jenna Laukkanen        | Finlândia              | 9:99,99 ! | DNS   |

### Final
A final teve sua disputa realizada em 10 de dezembro. 
| Colocação         | Raia | Nome              | Nacionalidade  | Tempo   | Notas |
| ----------------- | ---- | ----------------- | -------------- | ------- | ----- |
| Medalha de ouro   | 4    | Katinka Hosszú    | Hungria        | 2:02,90 |       |
| Medalha de prata  | 3    | Ella Eastin       | Estados Unidos | 2:05,02 |       |
| Medalha de bronze | 5    | Madisyn Cox       | Estados Unidos | 2:05,93 |       |
| 4.                | 7    | Emily Seebohm     | Austrália      | 2:07,41 |       |
| 5.                | 6    | Miho Teramura     | Japão          | 2:08,47 |       |
| 6.                | 8    | Sarah Darcel      | Canadá         | 2:08,59 |       |
| 7.                | 2    | Yui Ohashi        | Japão          | 2:08,89 |       |
| 8.                | 1    | Zsuzsanna Jakabos | Hungria        | 2:08,95 |       |

Legenda
| Recorde mundial       | Recorde mundial (World record)               |                       | Recorde africano                      | Recorde africano (African) |                                           | Q | Classificado por posição (Qualified) |
| Recorde do campeonato | Recorde do campeonato (Championship record)  | Recorde da América    | Recorde da América (Americas)         | q                          | Classificado por melhor tempo (Qualified) |   |                                      |
| Melhor marca do ano   | Melhor marca do ano (World leading)          | Recorde asiático      | Recorde asiático (Asian)              | DNS                        | Não largou (Did not start)                |   |                                      |
| Recorde nacional      | Recorde nacional (National record)           | Recorde europeu       | Recorde europeu (European)            | DNF                        | Não terminou (Did not finish)             |   |                                      |
| Recorde pessoal       | Recorde pessoal do atleta (Personal best)    | Recorde da Oceania    | Recorde da Oceania (Oceania)          | DSQ / DQ                   | Desclassificado (Disqualified)            |   |                                      |
| Recorde da temporada  | Recorde da temporada do atleta (Season best) | Recorde sul-americano | Recorde sul-americano (South America) | NM                         | Sem marca (No mark)                       |   |                                      |